# Нюя
Нюя (якут. Ньүүйэ өрүс) — річка в Східному Сибіру Росії, протікає по території Ленського улусу Республіки Саха (Якутія). Ліва притока річки Лени. Належить до водного басейну Лени → моря Лаптєвих.

## Географія
Річка бере свій початок на заході Приленського плато, в східній частині Середньосибірського плоскогір'я, на висоті 450 м над рівнем моря (південні схили висоти 474 м), в південно-західній частині Республіки Саха. Русло знаходиться в межах Приленського плато. Напрям течії річки — в основному східний, в середній та нижні частині тече паралельно руслу річки Лени. Впадає у Лену із її лівого берега, за 2420 км від її гирла, на схід від села Нюя.
Довжина річки — 798 км, площа басейну — 38100 км². Середній похил становить — 0,38 м/км. Живлення в основному снігове. В середній та нижній течії річка сильно звивиста. Ширина Нюї біля гирла досягає 200 м, а глибина — 3 м. Судноплавна на відрізку в 146 км від гирла, вище притоки Бетинче. Сплавна.

## Острови
Русло Нюї має значну кількість різноманітних островів, найбільші із них (від витоку до гирла): Талах-Ари, Чай-Ари.

## Гідрологія
Спостереження за водним режимом річки Нюї проводилось протягом 57 років (1936–1994) на станції Курум (Турум), розташованої за 132 км від гирла, впадіння її у Лену. Середньорічна витрата води яка спостерігалася тут за цей період — 113,61 м³/с, для водного басейну 32 600 км², що становить близько 86% від загальної площі басейну річки. За період спостереження встановлено, що річка розкривається в травні, замерзає в жовтні. У верхів'ї, іноді повністю промерзає. Максимальна повінь у травні-червні, з поступовим спадом інтенсивності до жовтня-листопада, межень з грудня до кінця березня. Мінімальний середньомісячний стік за весь період спостереження становив 7,4 м³/с (у березні), що становить менше 1,0% від максимального середньомісячного стоку, який відбувається у травні місяці, та становить — 760 м³/с і вказує на доволі високу амплітуду сезонних коливань.
За період спостереження, абсолютний мінімальний місячний стік (абсолютний мінімум) становив 2,84 м³/с (у лютому 1969 року), абсолютний максимальний місячний стік (абсолютний максимум) становив 1450 м³/с (у травні 1992 року).
Крім станції в поселені Турум, спостереження за водним режимом річки Нюї проводилось протягом неповних 15 років (1972, 1979–1992) на станції в селі Орто-Нахара, розташованої за 244 км від гирла. Середньорічна витрата води яка спостерігалася тут за цей період — 98,98 м³/с, для водного басейну 23 200 км², що становить близько 61% від загальної площі басейну річки.
Спостереження за водним режимом річки Нюї проводилось також на станції Комакська, розташованої за 554 км від гирла, протягом 46 років (1948–1994). Середньорічна витрата води яка спостерігалася тут за цей період — 46,24 м³/с, для водного басейну 11 700 км², що становить близько 31% від загальної площі басейну річки.

## Притоки
Річка Нюя приймає понад шістдесят приток, довжиною понад 10 км. Найбільших із них, довжиною понад 50 км — 12 шт (від витоку до гирла):
| Назва притоки   | Довжина,(км) | Площа водозбірного басейну, (км²) | Відстань від гирла Нюї, (км) | Витрата води,(м³/с) |
| ліві притоки    | ліві притоки | ліві притоки                      | ліві притоки                 | ліві притоки        |
| --------------- | ------------ | --------------------------------- | ---------------------------- | ------------------- |
| Типучикан       | 106          | 1 070                             | 660                          |                     |
| Хамаки          | 163          | 2 980                             | 554                          |                     |
| Сюльдюкээр      | 102          | 919                               | 509                          |                     |
| Чайанда         | 146          | 2 170                             | 420                          |                     |
| Олдоон          | 118          | 1 370                             | 377                          |                     |
| Хотохо          | 121          | 2 580                             | 296                          |                     |
| Улахан-Мурбайї  | 201          | 4 390                             | 201                          |                     |
| Оччугуй-Мурбайи | 137          | 3 670                             | 161                          |                     |
| Бетинче         | 173          | 3 260                             | 129                          |                     |
| Утакаан         | 79           |                                   | 65                           |                     |
| праві притоки   |              |                                   |                              |                     |
| Балаковна       | 56           |                                   | 703                          |                     |
| Боруок          | 67           |                                   | 596                          |                     |

## Населенні пункти
Береги річки мало заселені. Іноді зустрічаються споруди для тимчасового проживання мисливців — зимники, нежилі поселення (н) та невеликі поселення, в яких в основному проживають робітники численних рудників, які розкинулися по берегах річки. Населенні пункти від витоку до гирла: Комакська, Оргул (н), Чаянда (н), Бес (н), Юктакен-Отеге (н), Саягас (н), Намський (н), Кюберген (н), Усук-Китил (н), Арилах (н), Орто-Нахара, Чамча, Нюя-Північна, Баганді-Кюсли (н), Турум (н), Беченча, Артик, Нюруктай (н), Комсомол, Нюя.